# 건 (팔괘)
건(乾)은 팔괘의 하나이다. 점괘의 형태는 이며, 3획이 모두 양(陽)이다.

## 괘상
천·건·마·수·부·군 등을 상징한다. 방위로서는 북서의 방위가 되어, 술과 해의 사이인 것부터 건은 「술해」라고도 읽혀진다.
납갑에서는 갑, 오행의 나무, 오방의 동쪽, 또는 임, 오행의 물, 오방의 북쪽에 대어진다.

## 선천도
복희선천 팔괘에서의 순서는 1이며, 방위는 사정괘의 한 살로 남쪽에 배치된다. 음양 소식은 햇빛이 극히 기다렸더니 있다.